# روبرت نيومان (لاعب بولينغ)
روبرت نيومان (بالإنجليزية: Robert Newman) هو لاعب بولينغ بريطاني، ولد في 17 فبراير 1975.

## روابط خارجية
- روبرت نيومان على موقع اتحاد ألعاب الكومنولث (مؤرشف) (الإنجليزية)
- روبرت نيومان على موقع دورة ألعاب الكومنولث 2006 (مؤرشف) (الإنجليزية)